# 辐射4
《異塵餘生4》是贝塞斯达软件公司（Bethesda Softworks, LLC）（简称“b社”）开发，貝塞斯達軟體發行的開放世界動作角色扮演游戏。此遊戲於2015年11月10日在Microsoft Windows、PlayStation 4及Xbox One上發行，並延續《異塵餘生3》，成為異塵餘生系列的第四部主要遊戲。
《異塵餘生4》在正式發布之前曾流出許多傳聞。該遊戲在2015年6月3日正式發布，並且遊戲宣傳影片在E3 2015貝塞斯達自己的會議上，首次展示。遊戲對話全程配音，且對話選項會動態改變。

## 故事大綱

### 背景设定
《辐射4》发生在2287年，也就是《辐射3》的10年之后，亦或者那场终结人类文明的2077年核战争的210年之后，位于波士顿，马萨诸塞及部分新英格兰地区，统称联邦（the commonwealth）。幸存下来的人在这片土地上辛勤劳作，建立农场，市集，甚至城市，试图恢复人类文明。然而凶残的变种人和变异动物肆虐，四处土匪横行，多方势力交错之下的波士顿依然很危险。
游戏采用了与现实世界不同的另一条历史进程：生活方式、审美和时尚为美国1940至1950年代的潮流，设计风格和科技发展则延续了那个年代对未来的设想。最终的整个辐射系列的世界观都呈现了一种复古未来主义。在这个世界里，科技发展到能制造激光武器，操纵基因和能创造具有自主意识的人工智能。但都在1950年代的技术限制之内，比如随处可见的原子能，真空管以及集成电路。

### 故事
玩家所扮演的主角被称为仅存者（Sole Survivor）（预设名称为男主角「奈特」或女主角「诺拉」），职业为退役美军军人或律师，2077年核战爆发前于波士顿庇护山丘居住，拥有一个美满的家庭。在美国受到核攻击时，主角带伴侣和年仅一岁的儿子肖恩进入第111号避难所，然后避难所的工作人员将他们一家三口冷冻在休眠舱中。150年后，仅存者因为有人终止休眠程序而苏醒，但在舱中见到有两个神秘人物打开了封印其的伴侣和儿子的冬眠舱，他们抢去仅存者儿子之外，还开枪射杀了仅存者的伴偶，更重启了休眠程序。60年后，避难所因为电力系统出现故障，主角终于从休眠仓中解放出来。之后主角发现自己是避难所唯一的幸存者。为了找到儿子和为配偶报仇，主角走出了第111号避难所。
主角回到自己的家，却发现整个庇护山丘都成了废墟，只有未能一同进入避难所的管家机器人噶抓还在。在噶抓的建议下，主角前往康科德寻求帮助，并在红火箭修理站遇到狗肉（贯穿系列的狗）。在康科德解救义勇军成员普雷斯顿·加利一行人之后，又帮他们在庇护山丘安顿了下来，并被众人冠以义勇军“将军”头衔。在得到去钻石城的建议之后玩家继续踏上了旅途。
在路上，主角在剑桥结识了钢铁兄弟会圣骑士丹斯和其率领的小队，随后又在钻石城遇到了记者派普，并在当地人的建议下向合成人侦探尼克·瓦倫坦求助。在救出被黑帮所囚的尼克后，其凭借主角的描述很快锁定了凶手为佣兵克罗格。之后主角在狗肉的帮助下成功追踪到克罗格，并从其口中了解到儿子是被学院的人带走的。在杀死了克罗格后，主角提取了他的脑组织，并在芳邻镇记忆保管库的神经科学家阿马利博士的帮助下提取出克罗格的记忆。追踪克罗格过程中，主角还目睹了兄弟会的飞船进入波士顿地区，并在之后了解到兄弟会进入波士顿地区的原因是探测到了波士顿地区的高科技能量波动，这对试图在废土建立秩序的兄弟会无疑是威胁，后证实高科技的能量波动来自学院。
看过克罗格记忆之后，主角的下一个目标是前往发光海寻找学院叛逃科学家维吉尔的帮助，以获得进入学院的方法。根据维吉尔的指示，主角干掉了一个学院的合成人追猎者并获取了传输芯片，并在义勇军成员斯特吉的帮助下通过解码芯片内容搭建了传输装置，成功进入了学院，发现了自己的儿子肖恩已是风烛残年——并且是学院的领头人，而学院制作合成人的目的则是为了用科技的力量复兴人类文明。
主角的旅途中还会碰到称为铁路的隐秘组织，主张有自我意识的合成人应享有人权并为之行动。

### 结局
玩家的选择决定了联邦的未来，可以选择站在学院的一方，以新一任学院领头人的身份将联邦的未来托付给以联邦理工的科学家为核心，于地底独立发展了两百年的科技的力量；可以选择站在铁路一方，为有自我意识的合成人的自由而奋斗；可以选择站在钢铁兄弟会一方，作爲兄弟會騎士以强大的科技和武装力量在废土建立秩序；还可以选择站在义勇军一方，率领义勇军联合废土人民的力量共同构建未来。

## 可下载内容
- Automatron（自動機／機械守衛）

故事講述機械大師（The Mechanist）正在聯邦打算使用機械人一統聯邦，而你正前往無線電來源幫助機械人艾達（Ada）並一起解開機械大師之謎。
此DLC新增機械人的工作台，可以用來改造艾達、嘎爪、居禮（限還是幫手小姐時），並且可以創造屬於玩家自己的機器人。
另外增加新的掠奪者陣營：鐵鏽惡魔（Rust Devil）。
- Wasteland Workshop（荒地工作室／廢土工坊）

新增聚落建設物件，可以設置捕捉動物、敵人、怪獸的補獸籠。以及設置對戰競技場之類的物件，另外增設消辐機等設備。
- Far Harbor（遠港島／港灣驚魂）

講述主角從瓦倫坦偵探事务所接到中野家女兒報失的案件並發現她前往Far Harbor，在那裡你會發現Far Harbor與原子教會的冲突及不為人知的秘密。该DLC亦附有第118號避難所。
並新增聚落建設物件，主要為與港口有關的裝飾物件。
- Contraption Workshop（發明工坊）

新增聚落建設物件，可以建設物品製造機、以及製作材料與成品的收集器、輸送帶等等物件。
- Vault-Tec Workshop（科技工坊／避難所DLC）

讲述主角收到第88號避難所設在昆西採掘埸的訊號，随即动身前往解決避難所內的問題。
並新增聚落建設物件，主要為避難所內使用的家具物件。
- Nuka-World（核子世界）

故事講述主角從電台收到核子世界樂園（Nuka World）的訊號，當抵逹到那裡時被一群掠奪者帶領到地下進行測試並在那裡擔任掠奪者的老大。
此DLC可以讓玩家以掠奪者的身分侵略佔領聯邦。

## 评价
根据综合类评价网站Metacritic，《辐射4》的三個版本皆得到普遍正面的評價。
来自GameSpot的Peter Brown的打分为9/10，并评价到“《辐射4》注重内涵超过了表现形式，为这一备受喜爱的开放世界的游戏系列锦上添花。” 布朗同时表扬了“引人深思”的故事和“直观的”建造工具，丰富的内容，战斗形式，玩家拥有的充分自由度，以及世界的可探索性和故事展开形式。另一方面则批评了画面，管理同伴，地图，还有物品栏。
来自Game Informer的Andrew Reiner的打分为9/10。他说“Bethesda又做了个让人丧失正常生活的游戏。新体验不断涌现，让人想不停解锁下一个perk。”Reiner表扬了游戏“提升巨大”的战斗，“高密度”的世界，以及“聪明”的任务目标，但对画面表现不满意。他说：“画面既让人感觉叹为观止又差强人意。远景以及光线设计精致，但部分纹理的设计略显粗糙，使得更好的细节无以体现。”Reiner对本作终于没太多程序错误这一点很高兴。
来自IGN的Dan Stapleton给游戏打了9.5/10的高分，并写道：“《辐射4》的世界，探索，打造，氛围和故事都是这一获得巨大成功的沙盒游戏的关键。收集战利品也较之前有更多回报。强有力的队友，以及令人同情的反派所驱动的困难抉择，都让我想反复体验它。随处可见BUG也不会打断玩游戏的兴致。”
PC Gamer的Phil Savage称《辐射4》为“受人喜欢的作品。充满了对细节的关注——比如内容丰富的电台站合集，或者危险的绿色辐射风暴笼罩着世界。游戏体验令人沉迷，在世界中漫游，探索新地点，挑选perk，以及打造强大（或千奇百怪）角色。总而言之，很多《辐射4》的BUG跟所有Bethesda的角色扮演游戏都一脉相承，它们都是为让游戏变得令人难忘的代价。”
Polygon给游戏打了9.5/10的高分，并写道：“《辐射4》提供了与末世氛围相匹的游戏性。”PC Gamer给它打了88/100，称其为“一个宏大的沙盒系统，尽管它跟其他Bethesda这么多年制作的其他游戏如出一辙。”同为PC Gamer的Chris Livingston评价道：“游戏中最好的故事并不是那些制作人写给玩家的故事，而是玩家们自己发现或互相传述的故事。Bethesda的角色扮演游戏一直以来都为玩家提供了充分自由的空间，使他们能够越过官方的故事，创造他们自己的人物，历史，驱动力，以及传奇经历，《辐射4》也不例外。”
Destructoid为游戏打了7.5/10的分数，并写道：“很多系列的标志性BUG都被直接带进了《辐射4》。”

### 銷售
《辐射4》在Steam发售的头24小时内售出120万份。截至2017年1月，在Xbox one、PS4以及PC三个平台上的累计销量达到1267万份。